# Aritmometer

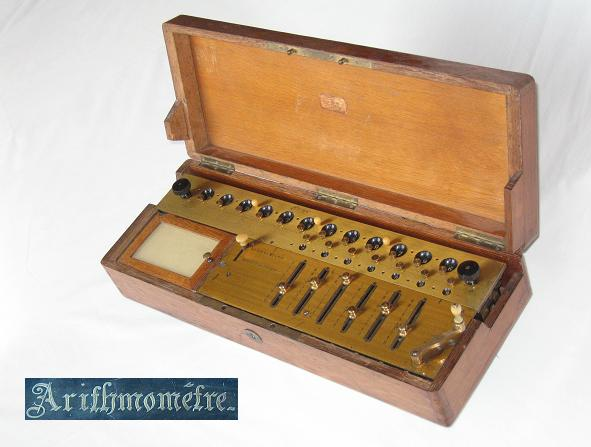
En aritmometer från 1880-talet.

Aritmometern var den första serieproducerade räknemaskinen. Den uppfanns 1820 av den franske matematikern Charles Xavier Thomas och var den första räknemaskinen som blev en kommersiell framgång. Under de första 50 åren tillverkades aritmometern i runt 1 500 exemplar och den användes fram till 1910-talet. Aritmometern kunde utföra beräkningar inom addition, subtraktion, multiplikation och, med lite mer ansträngning av användaren, division.